# Натали (певица)
Ната́лья Анато́льевна Ру́дина (урожд. — Миня́ева; род. 31 марта 1974, Дзержинск), более известная как Натали́ — советская и российская эстрадная певица, композитор, автор песен, актриса и телеведущая.

## Биография
Родилась 31 марта 1974 года в Дзержинске. Отец, Анатолий Николаевич Миняев, был заместителем главного энергетика на заводе, а мать, Людмила Павловна, была работником химкомбината «Дзержинское оргстекло», лаборантом цеха «Мономер». В семье появились ещё двое детей — двойняшки Антон и Олеся.
В 1980 году пошла в первый класс средней школы № 37. Окончила музыкальную школу по классу фортепиано.
В 1990 году была замечена кинематографистами киностудии «Ленфильм», снимавшими в Дзержинске фильм, посвящённый 60-летию города, была утверждена на главную роль в нём. В том же году становится солисткой школьного вокально-инструментального ансамбля «Шоколадный бар», куда её привел младший брат Антон, который в свои 12 лет уже был барабанщиком этой группы. В мае того же года участвовала в составе ансамбля в городском рок-фестивале. Тем же летом вошла в состав любительской молодёжной группы «Поп-Галактика». Вместе с ней в местной студии звукозаписи записала ряд песен, в том числе собственного сочинения, и до окончания школы выпустила два магнитоальбома: «Супербой» и «Звёздный дождь». Часть композиций из репертуара «Поп-Галактики» — кавер-версии немецкой певицы C. C. Catch, такие, как «Грёзы во сне», «Супербой» и «В рай или в ад».
По окончании средней школы, в 1991 году Миняева поступила в педагогическое училище Дзержинска и вышла замуж за Александра Рудина (став Рудиной), который ещё за год до этого был одним из инициаторов первых записей песен в местной студии звукозаписи. Окончив педучилище, работала преподавателем младших классов средней школы № 22 Дзержинска, продолжая писать песни и петь их с коллегами, учениками и их родителями.

## Карьера
В 1993 году приехала в Москву и уже через год под псевдонимом Натали выпустила первый альбом «Русалочка», в котором выступила как исполнитель и автор почти всех песен (исключением стала песня «Я улечу», представлявшая собой русскоязычную кавер-версию песни «All That She Wants» из репертуара популярной в то время шведской группы Ace of Base, с написанным самой певицей русским текстом). Вслед за синглом 1995 года «Розовый рассвет», с тремя новыми песнями, в 1996 году появился второй альбом «Снежная роза», разошедшийся бо́льшим тиражом[сколько?], чем «Русалочка». В том же году вышел первый клип на песню «Снежная роза».
Популярность пришла в 1997 году вместе с песней «Ветер с моря дул» и одноимённым альбомом. Эта песня по итогам 1997 года вошла в пятёрку наиболее популярных и стала визитной карточкой певицы. Альбом «Ветер с моря» был выпущен в 1998 году рекордным тиражом[каким?].
В 1999 году вышел новый альбом «Считалочка». На три песни из альбома, включая заглавную, были сняты видеоклипы. В альбом, помимо прочего, вошла кавер-версия песни Аркадия Хоралова «Новогодние игрушки», исполненная в дуэте с самим композитором.
В сентябре 2000 года выпустила альбом «Первая любовь». В этом же году у певицы появился новый хит — песня «Черепашка». В 2002 году выпустила новый альбом «Не влюбляйся», в 2003 году вышли клипы на песни «Море цвета джинсов» и «Всё, что мне надо».
В 2008 году приняла участие в составе «команды России» на шоу «Суперстар-2008». В 2009 году выпустила альбом «Семнадцать мгновений любви», а также написала несколько песен для брата Антона, выступавшего под псевдонимом Макс Волга. В 2011 году в программе «Музыкальный ринг на НТВ» выступала за команду «Королевы 90-х».
В 2013 году выпустила песню «О Боже, какой мужчина!», записанную в ноябре 2012 года и ставшую вторым (после «Ветер с моря дул») «визитным» хитом певицы. Композиция более 8 недель находилась на первой строчке «Золотого граммофона» «Русского радио». 6 февраля 2013 вышел официальный видеоклип. Уже к середине апреля видеоклип был просмотрен более 2,5 миллионов раз, к концу года число просмотров превысило 12 миллионов.
В 2013 году Натали была удостоена Русской музыкальной премии телеканала RU.TV в номинации «Иногда они возвращаются». На Fashion People Awards-2013 была удостоена приза в специальной номинации «Возвращение года».
В конце 2013 года появилась авторская композиция «Николай», исполненная певицей в дуэте с Николаем Басковым, на песню выпущен клип.
В 2014 году певица приняла участие в телешоу «Точь-в-точь» на Первом канале, где по итогам голосования жюри в 6 выпусках (из 14, транслировавшихся в телеэфире со 2 марта по 8 июня) набрала максимально возможное количество баллов (25) за образы следующих артистов:
- Марина Ладынина в образе Галины Пересветовой из фильма «Кубанские казаки» с песней «Каким ты был»[6];
- Маша Распутина с песней «Роза чайная»[7];
- Кристина Орбакайте с песней «Мир, в котором я живу»[8];
- Сергей Зверев с песней «Алла»[9];
- Людмила Сенчина с песней «Золушка»[10][11];
- C. C. Catch с песней «Heaven and Hell»[12].

А также представила следующие образы:
- Любовь Орлова в образе Анюты из кинофильма «Весёлые ребята» с песней «Тюх-тюх-тюх-тюх»[13];
- Надежда Кадышева с песней «Течёт ручей»[14];
- Валерия с песней «Часики»[15];
- Валентина Толкунова с песней «Стою на полустаночке»[16][17];
- Татьяна Буланова с песней «Не плачь»[18];
- Ольга Зарубина с песней «На теплоходе музыка играет»[19];
- Алёна Апина с песней «Электричка»[20];
- Алсу с песней «Иногда»[21].

Кроме того, в образе самой Натали в 2015 году выступили участницы третьего сезона шоу — Елена Темникова (1-й выпуск) и Анна Шульгина (9-й выпуск).
31 марта 2014 Натали выпустила новый клип под названием «Шахерезада». В 2014 году вышел одноимённый альбом; 1 мая состоялся его релиз на iTunes. Этот альбом стал юбилейным, певица выпустила его в честь своего 40-летия. Альбом является 12-м по счёту в дискографии.
31 мая 2014 года на четвёртой музыкальной премии телеканала RU.TV Натали, вместе с Н. Басковым, была удостоена номинацией «Лучший видеоклип» с песней «Николай».
С 25 октября 2014 года принимала участие в телевизионном шоу «Хит», в финале которого одержала победу с песней «Давай со мной за звёздами» (слова и музыка Алисы Бушуевой). Также озвучила главную роль в дубляже мультипликационного фильма «Головоломка» — роль Радости.
В 2015 году стала соведущей ток-шоу «Рассудят люди» телеканала «Россия-1», которое транслировалось с понедельника по пятницу в период с 15 июня по 9 июля. 7 октября 2015 года, в день рождения президента России, презентовала песню «Володя». В 2016 году Натали выпустила сингл «Спроси Пригожина» и в том же году, 25 июня завела аккаунт в Instagram.

## Семья
Вдова продюсера Александра Рудина (1970—2023).
Сыновья: Арсений (2001), Анатолий (2010), Евгений (2017).

## Дискография

### Студийные альбомы
В составе группы «Поп-Галактика»
| Название       | Информация                                                     |
| -------------- | -------------------------------------------------------------- |
| Супербой       | - Релиз: 1990 - Лейбл: неизвестно - Формат: Магнитный носитель |
| Звёздный дождь | - Релиз: 1991 - Лейбл: неизвестно - Формат: Магнитный носитель |

Сольные студийные альбомы
| Название                   | Информация |
| -------------------------- | --- |
| Русалочка                  | - Релиз: 1994 - Лейбл: Zenith Records / Master Sound Records - Формат: CD • Цифровая дистрибуция • Аудиокассета |
| Снежная роза               | - Релиз: 1996 - Лейбл: Rec Records - Формат: CD • Цифровая дистрибуция • Аудиокассета                           |
| Ветер с моря               | - Релиз: 1998 - Лейбл: Jeff Music - Формат: CD • Цифровая дистрибуция • Аудиокассета                            |
| Считалочка                 | - Релиз: 1999 - Лейбл: Jeff Music - Формат: CD • Цифровая дистрибуция • Аудиокассета                            |
| Первая любовь              | - Релиз: 2000 - Лейбл: Видеосервис - Формат: CD • Цифровая дистрибуция • Аудиокассета                           |
| Не влюбляйся               | - Релиз: 2002 - Лейбл: CD Land - Формат: CD • Цифровая дистрибуция • Аудиокассета                               |
| Всё, что мне надо          | - Релиз: 2004 - Лейбл: Super Music - Формат: CD • Цифровая дистрибуция • Аудиокассета                           |
| Семнадцать мгновений любви | - Релиз: 1 ноября 2009 - Лейбл: Квадро-Диск - Формат: CD • Цифровая дистрибуция                                 |
| Шахерезада                 | - Релиз: 1 мая 2014 - Лейбл: Digital Project - Формат: CD • Цифровая дистрибуция                                |

### Переиздание
| Название                                                   | Информация                                                                                |
| ---------------------------------------------------------- | ----------------------------------------------------------------------------------------- |
| О, Боже, какой мужчина! (переиздание альбома «Шахерезада») | - Релиз: 7 июня 2016 - Лейбл: Digital Project - Формат: CD • Цифровая дистрибуция • Винил |

### Сборники
| Название                     | Информация                                                                            |
| ---------------------------- | ------------------------------------------------------------------------------------- |
| Провинциальная девчонка      | - Релиз: 1998 - Лейбл: Jeff Music - Формат: CD • Цифровая дистрибуция • Аудиокассета  |
| Красавица — не красавица     | - Релиз: 2001 - Лейбл: Видеосервис - Формат: CD • Цифровая дистрибуция • Аудиокассета |
| The Best                     | - Релиз: 2002 - Лейбл: Music Attack - Формат: CD • Цифровая дистрибуция               |
| Любовное настроение          | - Релиз: 2003 - Лейбл: Фирма грамзаписи «НИКИТИН» - Формат: CD • Цифровая дистрибуция |
| Гармония                     | - Релиз: 2003 - Лейбл: Extraphone - Формат: CD • Цифровая дистрибуция                 |
| Лучшие песни                 | - Релиз: 2004 - Лейбл: Монолит - Формат: CD • Цифровая дистрибуция                    |
| Я люблю тебя. Новое и лучшее | - Релиз: 2004 - Лейбл: Super Music - Формат: CD • Цифровая дистрибуция                |
| The Best                     | - Релиз: 2005 - Лейбл: CD Land - Формат: CD • Цифровая дистрибуция                    |
| Лучшие песни                 | - Релиз: 2009 - Лейбл: Grand Records - Формат: CD • Цифровая дистрибуция              |
| Новые 80-е                   | - Релиз: 7 февраля 2020 - Лейбл: Digital Project - Формат: Цифровая дистрибуция       |

### Синглы
| Год  | Сингл                                            | Альбом                     |
| ---- | ------------------------------------------------ | -------------------------- |
| 1995 | «Розовый рассвет»                                | Снежная роза               |
| 1996 | «Снежная роза»                                   | Снежная роза               |
| 1996 | «Звезда по имени Солнце»                         | Ветер с моря               |
| 1997 | «Ветер с моря дул»                               | Ветер с моря               |
| 1998 | «Облака»                                         | Считалочка                 |
| 1999 | «Не стерпелось, не слюбилось»                    | Считалочка                 |
| 1999 | «Считалочка»                                     | Считалочка                 |
| 1999 | «Новогодние игрушки» (дуэт с Аркадием Хораловым) | Считалочка                 |
| 2000 | «Черепашка»                                      | Первая любовь              |
| 2000 | «Первая любовь»                                  | Первая любовь              |
| 2001 | «Часто-часто»                                    | Красавица — не красавица   |
| 2002 | «Конфетка»                                       | Не влюбляйся               |
| 2002 | «Мир без тебя»                                   | Не влюбляйся               |
| 2003 | «Море цвета джинсов»                             | Всё, что мне надо          |
| 2003 | «Всё, что мне надо»                              | Всё, что мне надо          |
| 2004 | «Вот как»                                        | Всё, что мне надо          |
| 2006 | «Ветер с моря дул» (Remake 2006)                 | Семнадцать мгновений любви |
| 2009 | «Не уноси моё счастье, ветер»                    | Семнадцать мгновений любви |
| 2012 | «О Боже, какой мужчина!»                         | Шахерезада                 |
| 2013 | «Николай» (совм. с Николаем Басковым)            | Шахерезада                 |
| 2013 | «Новогодняя» (Версия 2013)                       | Шахерезада                 |
| 2014 | «Шахерезада»                                     | Шахерезада                 |
| 2014 | «Платье на бретелях»                             | Шахерезада                 |
| 2014 | «Давай со мной за звёздами»                      | О, Боже, какой мужчина!    |
| 2015 | «Ты такой» (совм. с MC Doni)                     | О, Боже, какой мужчина!    |
| 2015 | «Володя»                                         | О, Боже, какой мужчина!    |
| 2016 | «Спроси Пригожина»                               | TBA                        |
| 2017 | «У меня есть только ты»                          | TBA                        |
| 2017 | «Как сладко быть мамой»                          | TBA                        |
| 2018 | «Я без оружия» (совм. с Султаном Ураганом)       | TBA                        |
| 2019 | «Мужчина-мечта!»                                 | TBA                        |
| 2020 | «Поехали на дачу»                                | TBA                        |
| 2021 | «Белая зима»                                     | TBA                        |
| 2022 | «Тест грусти»                                    | TBA                        |
| 2022 | «Хештег»                                         | TBA                        |
| 2023 | «Будут танцы»                                    | TBA                        |
| 2024 | «Хоопонопоно»                                    | TBA                        |
| 2025 | «По любви»                                       | TBA                        |

### Видеоклипы
| Год  | Клип                                       | Режиссёр                     | Альбом                     |
| ---- | ------------------------------------------ | ---------------------------- | -------------------------- |
| 1996 | «Снежная роза»                             | Григорий Константинопольский | Снежная роза               |
| 1996 | «Звезда по имени Солнце»                   | Игорь Зайцев                 | Ветер с моря               |
| 1997 | «Ветер с моря дул»                         | Игорь Зайцев                 | Ветер с моря               |
| 1998 | «Облака»                                   | Игорь Зайцев                 | Считалочка                 |
| 1999 | «Не стерпелось, не слюбилось»              | Игорь Зайцев                 | Считалочка                 |
| 1999 | «Считалочка»                               | Игорь Зайцев                 | Считалочка                 |
| 2000 | «Черепашка»                                | Игорь Зайцев                 | Первая любовь              |
| 2000 | «Первая любовь»                            | Игорь Зайцев                 | Первая любовь              |
| 2001 | «Черепашка (ремикс)»                       | Игорь Зайцев                 | Красавица — не красавица   |
| 2001 | «Часто-часто»                              | Игорь Зайцев                 | Красавица — не красавица   |
| 2002 | «Конфетка»                                 | Сергей Антонов               | Не влюбляйся               |
| 2002 | «Мир без тебя»                             | Георгий Тоидзе               | Не влюбляйся               |
| 2003 | «Море цвета джинсов»                       | Игорь Зайцев                 | Всё, что мне надо          |
| 2003 | «Все, что мне надо»                        | Игорь Зайцев                 | Всё, что мне надо          |
| 2004 | «Вот как»                                  | Игорь Зайцев                 | Всё, что мне надо          |
| 2006 | «Ветер с моря дул» (Remake 2006)           | Альберт Хамитов              | Cемнадцать мгновений любви |
| 2013 | «О Боже, какой мужчина!»                   | Мария Скобелева              | Шахерезада                 |
| 2013 | «Николай» (совм. с Николаем Басковым)      | Сергей Ткаченко              | Шахерезада                 |
| 2014 | «Шахерезада»                               | Мария Скобелева              | Шахерезада                 |
| 2014 | «Платье на бретелях»                       | Мария Скобелева              | Шахерезада                 |
| 2014 | «Новогодняя» (Версия 2013)                 | Мария Скобелева              | Шахерезада                 |
| 2015 | «Ты такой» (совм. с MC Doni)               | Рустам Романов               | О, Боже, какой мужчина!    |
| 2015 | «Володя»                                   | Рустам Романов               | О, Боже, какой мужчина!    |
| 2017 | «У меня есть только ты»                    | Рустам Романов               | TBA                        |
| 2018 | «Я без оружия» (совм. с Султаном-Ураганом) | Рустам Романов               | TBA                        |
| 2020 | «Поехали на дачу»                          | Мария Скобелева              | TBA                        |
| 2021 | «Белая зима»                               | Степан Разин                 | TBA                        |
| 2022 | «Тест грусти»                              | Арсений Рудин                | TBA                        |
| 2022 | «Хештег»                                   | Степан Разин                 | TBA                        |
| 2023 | «Будут танцы»                              | Арсений Рудин                | TBA                        |
| 2024 | «Хоопонопоно»                              | Мария Скобелева              | TBA                        |
| 2025 | «По любви»                                 | Мария Скобелева              | TBA                        |

## Награды и номинации
| Год  | Награда                  | Номинированная работа         | Категория               | Результат |
| ---- | ------------------------ | ----------------------------- | ----------------------- | --------- |
| 2013 | Премия RU.TV             | Песня «О Боже, какой мужчина» | Иногда они возвращаются | Победа    |
| 2013 | Золотой граммофон        | Песня «О Боже, какой мужчина» | Лучшая песня года       | Победа    |
| 2013 | Красная звезда           | Песня «О Боже, какой мужчина» | 20 лучших песен года    | Победа    |
| 2013 | Реальная премия MusicBox | Песня «О Боже, какой мужчина» | Номинация 100 % GOLD    | Победа    |
| 2014 | Премия RU.TV             | Песня «Николай»               | Лучший видеоклип        | Победа    |
| 2014 | Золотой граммофон        | Песня «Николай»               | Лучшая песня года       | Победа    |
| 2016 | Премия RU.TV             | «Ты такой» (feat. MC Doni)    | Лучший дуэт             | Номинация |
| 2016 | Премия Муз-ТВ            | «Ты такой» (feat. MC Doni)    | Лучший дуэт             | Номинация |
| 2020 | Золотой граммофон        | Песня «Ветер с моря дул»      | Юбилейная церемония     | Победа    |

Лауреат и постоянный участник конкурса «Песня года».
- Ветер с моря дул, 1999[31]
- Облака, 1999[источник не указан 1879 дней]
- О боже, какой мужчина, 2013[32]
- У меня есть только ты, 2017[33]